# ジャッリカットゥ 牛の怒り
『ジャッリカットゥ 牛の怒り』（ジャッリカットゥ うしのいかり、Jallikattu）は、2019年のインドのマラヤーラム語インディペンデントアクション映画。監督はリジョー・ジョーズ・ペッリシェーリ、脚本はS・ハリーシュとR・ジャヤクマールが務め、S・ハリーシュの短編『マオイスト』を原作としている。主要キャストにはアントニ・ヴァルギース、チェンバン・ヴィノード・ジョーズ、サーブモーン・アブドゥサマド、シャーンティ・バーラクリシュナンが起用された。ケララ州にある辺境の村を舞台に、屠殺される寸前の牛が逃げ出したことで巻き起こる騒動を描いている。
2019年10月4日からケララ州で公開された。『ジャッリカットゥ 牛の怒り』は高く評価され、ペッリシェーリは第50回インド国際映画祭で最優秀監督賞を受賞した他、第93回アカデミー賞の国際長編映画賞インド代表作品に選ばれたものの、ノミネートはされなかった。マラヤーラム語映画がインド代表作品に選ばれたのは、『Guru』『アブ、アダムの息子』に次いで3作品目となる。

## ストーリー
カーラン・ヴァルキはケララ州の小さな村で唯一の肉屋を営んでおり、店員のアントニと共にいつも夜明け前に水牛を屠殺して市場に卸す牛肉を準備していた。しかし、いつものようにアントニが屠殺しようとした水牛が怒り狂って脱走して丘陵のジャングルに逃げ込み、その後、山積みになっていた干し草に火がつき、村人たちが目を覚ます。消火後、水牛が逃げ出したことを知った村人たちは全員で水牛の捜索を始める。やがて、村の農園や銀行、商店などが水牛に襲われ破壊されるようになると、村人たちは事態の責任をヴァルキとアントニに求め、反感を抱くようになる。騒ぎを聞きつけた警察が村に駆け付けるが、「牛を殺すことは法に反する」として対処せず、村人たちに水牛が捕獲されるまで自宅にいるように指示する。
警察が頼りにならないことを知った村人たちは、かつて村の教会で盗みを犯して村を追放されたクッタッチャンに助けを求めたが、アントニは彼の帰村に狼狽する。アントニは恋人ソフィをクッタッチャンと取り合った恋敵であり、盗みの罪を密告した過去があった。クッタッチャンが猟銃の用意をする一方、ソフィに愛想を尽かされていたアントニは水牛を捕獲して汚名返上しようと考え、村人たちはどちらが水牛を仕留めるのか噂するようになる。水牛狩りが進む中、村では次第に村人同士が抱えていた問題が顕在化し、破壊行為を行うなど秩序が崩壊し始める。村の富豪クリアッチャンは娘の結婚式用の牛肉が手に入らず、代わりに鶏肉を用意しようと出かけるが、途中で労働者たちに身ぐるみ剥がされ、狩りに連れ出されてしまう。一方、娘は望まぬ結婚から逃れようと飛び出すが、途中で隣人たちに見つかり罰を受ける。秩序が崩壊した村では男たちが妻たちに暴力を振るい、酒浸りになっていた。
夜になり井戸の底から水牛が発見され、アントニは「井戸に追い込むのは自分が立てた計画だった」と手柄を主張する。クッタッチャンは水牛を射殺しようとするが、アントニは牛肉として販売するため、射殺する前に井戸から引き上げるように求める。村人たちが言い争う中、ヴァルキは関心を持たずに近くの木の下で居眠りしていた。アントニは水牛を引き上げるため井戸にロープを降ろすが、直後に大雨が降り始め、地上に吊り上げた水牛が逃げ出し、村人が井戸に突き落とされて死んでしまう。水牛は再びジャングルに逃げ込み、村人たちは死者が出たことでアントニを糾弾する。一方、怒りの矛先は事態を放置する警察にも向けられ、警察の車両が放火される。村人たちは個別にグループを作り「自分たちが水牛を殺す」といきり立ち、村の周囲に罠を張り巡らして事態をますます混乱させていく。アントニとクッタッチャンは暗闇のジャングルで遭遇し、闘いを始める。クッタッチャンはアントニを殺そうとするが、そこに水牛が現れたため闘いは中断される。クッタッチャンは水牛の角を掴んで動きを止め、アントニに水牛の足を掴むように告げるが、彼はクッタッチャンを刺して致命傷を与え、その隙に水牛が逃げ出してしまう。アントニは村人たちと合流して水牛が逃げた川に向かうが、水牛は泥にはまって動けなくなっていた。アントニは水牛を刺して自分の手柄を主張し、それをきっかけに数十人の村人たちが水牛に襲いかかる。その後、槍を手にした先史時代の男たちが牛を狩りながら競い合っている姿が映し出され、物語は幕を閉じる。

## キャスト
- アントニ - アントニ・ヴァルギース（英語版）
- カーラン・ヴァルキ - チェンバン・ヴィノード・ジョーズ
- クッタッチャン - サーブモーン・アブドゥサマド（英語版）
- クリアッチャン - ジャーファル・イドゥッキ（英語版）
- ソフィ - シャーンティ・バーラクリシュナン（英語版）
- 警官 - ティーヌー・パッパチャン
- バングラデシュ・バーイー - ラージクマール
- サニ - プラシャーント
- オーマナ - ソニヤ

## 製作
物語に登場する水牛はアニマトロニクスを使用しており、美術監督のA・V・ゴークル・ダースが手掛けている。彼は『ジョーズ』『ジュラシック・パーク』を鑑賞してアニマトロニクスの仕組みを学び、25人のスタッフが40日間かけて水牛のアニマトロニクスを製作した。アニマトロニクスは予備も含めて合計で5頭作られ、遠隔操作可能なタイプとスタッフが内部に入って操作するタイプ、頭部と足だけのタイプが製作されている。水牛の皮膚は繊維とシリコンを組み合わせて作られており、シリコンはドイツから輸入する予定だったが、必要な量が多く費用がかさみ、最終的にアニマトロニクスの製作に200万ルピーの費用がかかった。スタッフが内部から操作するタイプは、外の様子を確認するため内部にモニターが搭載されていたが、外の様子を確認するのが難しく事故が多発したため、操作スタッフは撮影終了後に定期的に健康診断を受けていた。

## 公開
2019年9月6日に第44回トロント国際映画祭でプレミア上映され、高い評価を受けた。また、第24回釜山国際映画祭の「A Window on Asian Cinema部門」にも正式出品されている。同月28日にはフライデー・フィルムハウスからオフィシャルトレーラーが公開された。10月4日からケララ州で劇場公開された。
2020年2月4日にAmazon Prime Videoでの配信が始まり、同時にアハからテルグ語吹替版の配信も開始された。

## 評価

### 興行収入
ケララ州では公開初週の興行収入が7300万ルピーを記録し、興行的な成功を収めた。

### 批評

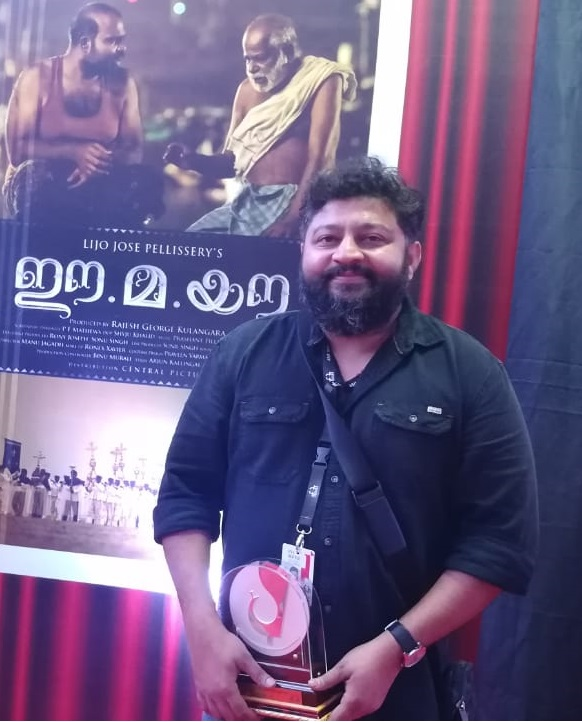
リジョー・ジョーズ・ペッリシェーリ

Rotten Tomatoesでは25件の批評が寄せられ支持率96%、平均評価7.42/10となっており、「『ジャッリカットゥ 牛の怒り』は人間と動物の暴力的な衝突を舞台に、視覚的にも暗示的にも魅力的なストーリーを展開します」と批評している。サジェシュ・モハンはOnmanoramaに寄稿し、「『Ee.Ma.Yau.』公開後、リジョー・ジョーズ・ペッリシェーリは再び人間に生来から存在する歪んだ性質の中を歩き回ることを選択した」と指摘し、「この映画の技術的な素晴らしさは、今後長い間モリウッドが誇りとすべきです」と批評している。
フィルム・コーポレーション・サウスのバラドワジ・ランガンは「言い換えると、『ジャッリカットゥ 牛の怒り』は地元の特色と歴史を普遍的で根源的なものに変えようとしているのです。それがたとえ、より大きなポイントが繰り返されることになったとしても、この映画では常に満足感が得られます。脚本は基本的にヴィネットの連続であり、そのいくつかは堪らないくらい面白い」と批評している。
『ジャッリカットゥ 牛の怒り』はザ・ヒンドゥーの「過去10年間のマラヤーラム語映画トップ25」に選ばれ、ニュー・ジェネレーション映画を代表する作品の一つとして広く認識されている。

### 受賞・ノミネート
| 映画賞                           | 部門                        | 対象 | 結果       | 出典   |
| -------------------------------- | --------------------------- | --- | ---------- | ------ |
| 第14回アジア・フィルム・アワード | 撮影賞                      | ギリーシュ・ガンガダーラン | ノミネート | [ 26 ] |
| 第14回アジア・フィルム・アワード | サウンドトラック賞          | プラシャーント・ピッライ | ノミネート | [ 26 ] |
| ゴールデン・リール賞             | 音響編集賞 (外国語映画部門) | レンガナート・ラヴィー、スレージト・スリーニヴァサン、ボニ・M・ジョイ、アルン・ラーマ・ヴァルマ、アマンディープ・シン、モハマド・イクバール・パラトワダ | ノミネート | [ 27 ] |
| 第50回インド国際映画祭           | 監督賞                      | リジョー・ジョーズ・ペッリシェーリ | 受賞       | [ 28 ] |
| 第50回ケララ州映画賞             | 監督賞                      | リジョー・ジョーズ・ペッリシェーリ | 受賞       | [ 29 ] |
| 第50回ケララ州映画賞             | 録音賞                      | カンナン・ガナパティ | 受賞       | [ 29 ] |
| 第67回国家映画賞                 | 撮影賞                      | ギリーシュ・ガンガダーラン | 受賞       | [ 30 ] |
| 第25回サテライト賞               | 外国語映画賞                | ジャッリカットゥ 牛の怒り | ノミネート | [ 31 ] |
| 第9回南インド国際映画賞          | マラヤーラム語作品賞        | ジャッリカットゥ 牛の怒り | ノミネート |        |
| 第9回南インド国際映画賞          | 監督賞                      | リジョー・ジョーズ・ペッリシェーリ | 受賞       |        |
| 第9回南インド国際映画賞          | 撮影賞                      | ギリーシュ・ガンガダーラン | ノミネート |        |
| 第9回南インド国際映画賞          | 悪役賞                      | サーブモーン・アブドゥサマド | ノミネート |        |